# Prunellinae
Prunellinae, podtribus usnatica, dio tribusa Prunelleae. Pripadaju mu dva roda, a najznačajniji je Celinščica.

## Rodovi
1. Cleonia L.
2. Prunella L.